# Sloka
Sloka är en stadsdel i Jūrmala i Lettland. Den ligger i den centrala delen av landet, 30 km väster om huvudstaden Riga. Sloka ligger 4 meter över havet och antalet invånare är 6 013.